# Сибин Майналовски
Сибин Симеонов Майналовски е български писател на произведения в жанровете хорър, фентъзи и научна фантастика, преводач, журналист, графичен и лого дизайнер.

## Биография
Роден е на 1 ноември 1974 година в Стара Загора. Принадлежи към български македонски род от костурското село Косинец. Завършва руската езикова гимназия „Максим Горки“ в родния си град през 1992 г. Още преди да завърши, започва работа като репортер и дописник в няколко местни вестника – „Точно време за всички“, „Синя поща“ и др.
През 1992 г. е приет за студент във Великотърновския университет „Св. св. Кирил и Методий“, специалност „Приложна лингвистика (руски+английски език)“. Изкарва до пети курс, втори семестър, когато прекъсва заради изпита по Американска литература. Не подновява студентските си права, тъй като смята, че е придобил достатъчно знания и дипломата не е от огромно значение.
Докато е във Велико Търново, работи известно време като репортер в местния вестник „Борба“ и като кореспондент на вестник „Дневник“ (издание на „Капитал“). Публикува и статии в седмичника „Жълт Труд“.
Живее във Велико Търново до 2004 г., когато се връща в Стара Загора, след като научава, че баща му е починал. През октомври 2006 г. се премества да живее в Русе, където прекарва година и половина. Понастоящем живее в София и работи като преводач, специалист по предпечатна подготовка и графичен дизайнер.
Литературният му дебют е разказът „Недовършено летене“, публикуван през 1998 г. в сп. „Върколак“.
През месец юни 2022 година взема участие в четири епизода на телевизионното състезание „Последният печели“ по БНТ, където печели три поредни победи. При първата си победа детронира не кой да е, а втория в историята на предаването осемнадесеткратен шампион (Атанас Атанасов).

## Издания и публикации

### Самостоятелни книги
- „Сянката“ (БГ Книга, 2013)
- „Усмивка в полунощ“ (БГ Книга, 2013)
- „Змии в стените“ (GAIANA Book&Art Studio, 2015) (ISBN 978-954-8633-59-8)
- „Симфония на мъртвите“ (Издателство „Изток-Запад“, 2018) (ISBN 978-619-01-0185-7)
- „Завръщане в „Зелената котка““ (Издателство „ЕРГО“, 2021) (ISBN 978-619-7392-86-9)

### Публикации в периодика и антологии
- 1998 – „Недовършено летене“ (разказ) – сп. „Върколак“
- 2000 – „Отмъщението на гарвана“ (разказ) – сп. „Зона F“, 2000/5 бр.
- 2000 – „Да сънуваш, че сънуваш...“ (разказ) – сп. „Зона F“, 2000/8 бр.
- 2001 – „Погледът на мъртвите“ (разказ) – сп. „Вселена, наука и техника“, бр. 4/2001
- 2001 – „Мракът и дъщеря ми“ (разказ) – сп. „Зона F“, 2001/6 бр.
- 2002 – „Черните рози“ (разказ) – сп. „Зона F“, 2002/10 бр.
- 2004 – „Мракът и дъщеря ми“ – антология „Ласката на мрака“
- 2012 – „10 мг внимание“ – „сп. „Обекти“, бр. 9
- 2012 – „Телефонът на краля“ – сп. ДРАКУС
- 2012 – „Усмивка в полунощ“ – сборник „Златен Кан 2012“
- 2013 – „Бира, магии и пържена цаца“ – сборник „Мечове в града“, клуб Цитаделата
- 2013 – „Някой друг да не ми харесва котето“ – сп. ДРАКУС
- 2013 – „Цветето от Антарес“ – сборник „Скакалци в програмата“, издателство „Ентусиаст“ и БНТ
- 2014 – „Адско приключение“ – сборник „Мечове в морето“, клуб Цитаделата
- 2014 – „Мечето“ – сборник „Вдъхновени от краля“, изд. GAIANA Book&Art Studio
- 2014 – „Серумът“ – списание 8
- 2015 – „Змии в стените“ – сп. ДРАКУС
- 2016 – „Направѝ си сам“ – сборник „ПИСЪЦИ“ на Horror Writers Club LAZARUS
- 2016 – „Отмъщението на гарвана“ – сборник „ПО крилете на гарвана“, изд. GAIANA Book&Art Studio
- 2016 – „Присъдата“ – сп. ДРАКУС
- 2017 – „Очи“ – алманах „Тера фантастика“, бр. 16
- 2017 – „Анджи“ и „При баба“ – сборник „ВОЙ“ на Horror Writers Club LAZARUS
- 2018 – „Докторите“ – сборник „Зовът на Лъвкрафт“, изд. GAIANA Book&Art Studio
- 2018 – „Кладенецът на надеждата“ – сборник „Сказанията на Стрикса, том IV“, изд. ИвиПет[4]
- 2020 – „Никой не спи“ – сборник „Сказанията на Стрикса, том VI“, изд. ИвиПет[5]

### Преводи
- Ким Стенли Робинсън – „Зеленият Марс“ (Избрана световна фантастика № 43, ИК „Бард“, 1997)
- Ким Стенли Робинсън – „Синият Марс“ (Избрана световна фантастика № 59, ИК „Бард“, 1999)
- Грег Беър – „Преместването на Марс“ (Избрана световна фантастика № 66, ИК „Бард“, 1999)
- Джонатан Баркър – „Шестото покварено дете“ (ИК „Плеяда“, 2019) (ISBN 978-954-409-409-6)
- Джонатан Баркър – „Сърца за изгаряне“ (ИК „Плеяда“, 2020) (ISBN 978-954-409-417-1)
- Джонатан Баркър – „Избери си жертва“ (ИК „Плеяда“, 2021) (ISBN 978-954-409-429-4)
- Джонатан Баркър – „Тя винаги се завръща“ (ИК „Плеяда“, 2021) (ISBN 978-954-409-442-3)
- Джонатан Баркър – „Зад една затворена врата“ (ИК „Плеяда“, 2024) (ISBN 978-954-409-482-9)
- Джонатан Баркър, Кристин Дейгъл – „Тежки са камъните“ (ИК „Плеяда“, 2025) (ISBN 978-954-409-500-0)
- Джонатан Баркър, Джеймс Патерсън – „Огледално зло“ (ИК „Плеяда“, 2021) (ISBN 978-954-409-435-5)
- Джонатан Баркър, Джеймс Патерсън – „Апокалиптично“ (ИК „Плеяда“, 2021) (ISBN 978-954-409-445-4)
- Джонатан Баркър, Джеймс Патерсън – „Смъртта на Черната вдовица“ (ИК „Плеяда“, 2022) (ISBN 978-954-409-456-0)
- Джонатан Баркър, Джеймс Патерсън – „Изповедите на мъртвите“ (ИК „Плеяда“, 2024) (ISBN 978-954-409-493-5)
- Джонатан Баркър, Джеймс Патерсън – „Писателката“ (ИК „Плеяда“, 2025) (ISBN 978-954-409-506-2)
- Джеймс Патерсън, Брендън Дюбоа – „Ответен удар“ (ИК „Плеяда“, 2023) (ISBN 978-954-409-467-6)
- Джеймс Патерсън, Майк Лупика – „Кланът на Вълците“ (ИК „Плеяда“, 2023) (ISBN 978-954-409-474-4)
- Филип Озбърн – „Хари и Бъни 3: Ранно пиле рано пее“ (ИК „Плеяда“, 2021) (ISBN 978-954-409-439-3)
- Гуен Бристоу – „Южняшка кръв“ (ИК „Плеяда“, 2020) (ISBN 978-954-409-419-5)
- Гуен Бристоу – „Съдбовен избор“ (ИК „Плеяда“, 2020) (ISBN 978-954-409-425-6)
- Гуен Бристоу – „Цената на щастието“ (ИК „Плеяда“, 2021) (ISBN 978-954-409-436-2)
- Георг Еберс – „Дъщерята на фараона“ (ИК „Плеяда“, 2022) (ISBN 978-954-409-455-3)
- Стивън Кинг – „Кошмари и съновидения“ (превод на есето „Наведи главата!“) (ИК „Плеяда“, 2021) (ISBN 978-954-409-443-0 – меки корици) (ISBN 978-954-409-980-0 – твърди корици)
- Стивън Кинг, Ричард Чизмар – „Трилогията за Гуенди“ (превод на втора и трета книга – „Вълшебното перце на Гуенди“ и „Последната мисия на Гуенди“) (ИК „Плеяда“, 2023) (ISBN 978-954-409-480-5)
- Ричард Чизмар – „Памет за мъртвите“ (ИК „Плеяда“, 2025) (ISBN 978-954-409-505-5)
- Андрю Бурел – „48 часа за убиване“ (ИК „Плеяда“, 2022) (ISBN 978-954-409-449-2)
- Джими Бърнс – „Марадона: Божията ръка“ (ИК „Хибрид Букс“, 2020) (ISBN 978-619-7419-18-4 – меки корици) (ISBN 978-619-7419-19-1 – твърди корици)
- Пол Стенли – „Музиката – моят грях“ (ИК „Хибрид Букс“, 2020) (ISBN 978-619-7419-23-8 – меки корици) (ISBN 978-619-7419-24-5 – твърди корици)
- Роб Халфорд – „Изповед“ (ИК „Хибрид Букс“, 2020) (ISBN 978-619-7419-21-4 – меки корици) (ISBN 978-619-7419-22-1 – твърди корици)
- Роб Халфорд – „Библейско“ (ИК „Хибрид Букс“, 2022) (ISBN 978-619-7419-38-2 – меки корици) (ISBN 978-619-7419-39-9 – твърди корици)
- Леми Килмистър – „По бялата линия“ (автобиография) (ИК „Хибрид Букс“, 2023) (ISBN 978-619-7419-45-0 – меки корици) (ISBN 978-619-7419-46-7 – твърди корици)
- Лени Кравиц – „Да бъде любов“ (ИК „Хибрид Букс“, 2021) (ISBN 978-619-7419-27-6 – меки корици) (ISBN 978-619-7419-28-3 – твърди корици)
- Робърт Айгър – „Моето най-велико приключение: Уроците, които научих за 15-те си години като изпълнителен директор на „Уолт Дисни Къмпани““ (ИК „Хибрид Букс“, 2021) (ISBN 978-619-7419-29-0 – меки корици) (ISBN 978-619-7419-30-6 – твърди корици)
- Брайън Джонсън – „Лицата на Брайън“ (ИК „Хибрид Букс“, 2022) (ISBN 978-619-7419-34-4 – меки корици) (ISBN 978-619-7419-35-1 – твърди корици)
- Майкъл Е. Сойър — „Сър Люис“ (ИК „Хибрид Букс“, 2025) (ISBN 978-619-7419-54-2)
- Дийн Кунц – „Призрачни огньове“ (ИК „Изток-Запад“, 2021) (ISBN 978-619-01-0877-1)
- Ан Рул – „Непознатият до мен“ (Истинската криминална история на Тед Бънди) (ИК „Изток-Запад“, 2022) (ISBN 978-619-01-1028-6)
- Дерек Ланди – „До самия край“ (Скълдъгъри Плезънт #15) (Артлайн Студиос, 2024) (ISBN 978-619-193-402-7)
- Дийн Кунц – „Къщата на края на света“ (Артлайн Студиос, 2024) (ISBN 978-619-193-447-8)
- Ноел У. Айли – „Попитайте за Андреа“ (Артлайн Студиос, 2025) (ISBN 9786191934652)
- Едуард Аштън – „Мики7“ (Артлайн Студиос, 2025) (ISBN 9786191934829)

## Редакции
- Horror Writers Club LAZARUS Архив на оригинала от 2018-09-16 в Wayback Machine. – „Вой“ (GAIANA Book&Art Studio, 2017) (ISBN 978-619-7354-35-5)
- Даниел Иванов Архив на оригинала от 2021-11-03 в Wayback Machine. – „Блатна треска“ (GAIANA Book&Art Studio, 2017) (ISBN 978-619-7354-39-3)
- Анна Гюрова Архив на оригинала от 2021-11-03 в Wayback Machine. – „Градът на статуите“ (ИК „ЕРГО“, 2021) (ISBN 978-619-739-285-2)

## Награди
- 2000 г. – награда на сп. „Зона F“ за разказа „Отмъщението на гарвана“
- 2001 г. – първа награда на сп. „Зона F“ за разказа „Мракът и дъщеря ми“
- 2012 г. – награда и включване в сборника от конкурса „Златен Кан“ за разказа „Усмивка в полунощ“
- 2013 г. – специална награда и включване в сборника с разкази от конкурса за научнофантастичен разказ на БНТ и издателство „Ентусиаст“ за разказа „Цветето от Антарес“
- 2014 г. – първа награда в конкурса „Полъх от Севера“ на Фентъзи ЛАРП Център за разказа „Северната губерния“[6]
- 2014 г. – отличие и включване в сборника с разкази от третия конкурс за кратък фантастичен разказ на името на Агоп Мелконян за разказа „Буквализъм“[7]
- 2015 г. – специална награда от конкурса „Вечност“ на „Списание 8“ за разказа „Драконов омлет“[8]
- 2016 г. – награда „Български автор на годината“ на Национален клуб за фентъзи и хорър „Цитаделата“[9]
- 2017 г. – специална награда от литературен конкурс „Морето“ (Ахтопол) за разказа „Фарът“
- 2018 г. – награда на Конфедерация на българските писатели в Единадесетия конкурс за Хумор и сатира – град Кубрат, за разказа „Трите пики“[10]
- 2018 г. – първа награда на Община Стралджа в Четвърти Национален литературен конкурс „Станка Пенчева“ под надслов „Дървото на живота“ – Стралджа 2018, за разказа „Мъжът с хилядата маски“[11]
- 2019 г. – първа награда в категория „Избор на публиката“ в четвъртото издание на Национален литературен конкурс „Под върха“ на Софийски планински клуб за разказа „Градината“[12]
- 2019 г. – награда „Българска книга на годината 2018“ на Национален клуб за фентъзи и хорър „Цитаделата“ за сборника „Симфония на мъртвите“ (издателство „Изток-Запад“, 2018)[13]
- 2021 г. – награда „Преводач на годината 2020“ на Национален клуб за фентъзи и хорър „Цитаделата“[14]
- 2022 г. – първа награда във II национален литературен конкурс „Море“ на Народно читалище „Месемврия – 2015“ (Несебър) за разказа „Номер Пет“.[15]